# Jurgis Karnavičius (1884-1941)
 For alternative betydninger, se Jurgis Karnavičius. (Se også artikler, som begynder med Jurgis Karnavičius)
Jurgis Laurino Karnavičius  (født 5. maj 1884 i Kaunas i Det Russiske Kejserrige (i dag Litauen), død 22. december 1941) var en litauisk komponist, professor, lærer og bratschist.
Han var født ind i en russificeret ortodoks familie i Kovno. Da han var tre måneder gammel, flyttede familien til Vilno. Som ung studerede han i Petrograd (nuværende Sankt Petersborg), hvor han i 1908 dimitterede fra Petrograd Kejserlige Universitet som jurist. I 1910 dimitterede han fra vokalklassen på Petrograds konservatorium og i 1912 fra kompositionsklassen fra konservatoriet.
Fra 1912 til 1927 underviste han i Petrograd (senere Sankt Petersborg og Leningrad), afbrudt af militærtjeneste 1914-17 og et opholdt som krigsfange i Josefstadt i Wien. Han blev udnævnt som professor i 1919. I 1927 vendte han tilbage til Litauen, hvor han indtil 1933 var violist for Kaunas Teaterorkester. Fra 1933-1941 underviste han ved konservatoriet i Kaunas (professor fra 1938).
Han skrev orkesterværker, kammermusik, scenemusik, klavermusik og sange og operaer, som han var specielt optaget af. Han var med til at udvikle operaen i Litauen ved at indføre litauiske folkemelodier og folklore i en blanding med klassisk romantisk stil.
Har var far til Jurgis Karnavičius, der var pianist og leder af det litauiske konservatorium (1949-1983) samt farfar til Jurgis Karnavičius, pianist og leder af det litauiske akademi for musik og teater.

## Udvalgte værker
- Opera - Gražina (1933)
- Opera - Radvila Perkūnas (1936)
- Ballet - Baroko (1938)
- Ballet - Unge hengivne mennesker (1941)
- Kantate - Skovens historie (Užugirio pasaka, 1934)
- Kantate - Fyrtårnet (Švyturio sargas, 1935)
- Symfonisk digt - Litauisk fantasi (Lietuviškoji fantazija, 1925)
- Symfonisk digt - Oval portræt (Ovalinis portretas, 1928)
- 4 strygekvartetter (1913-1925)